# Bazilika svetega Ambroža, Milano
Bazilika svetega Ambroža (uradno ime: Basilica romana minore collegiata abbaziale prepositurale di Sant'Ambrogio ) je cerkev v Milanu, v severni Italiji.

## Zgodovina
Ena najstarejših cerkva v Milanu je bila zgrajena po naročilu svetega Ambroža v letih 379-386, na območju, kjer so bili pokopan številni mučenci rimskega preganjanja. Prvo ime cerkve je bilo v resnici Basilica Martyrium.
Ko je sv. Ambrož prispel v Milano, so bile lokalne cerkve v konfliktu med seboj in med arijansko in nicejsko veroizpovedjo, kakor tudi zaradi številnih lokalnih vprašanj. On je v konfliktu trdno podpiral nicejsko stran in želel, da bi severna Italija postala pro-rimska trdnjava. To je naredil tako s pridigo kot v gradbeništvu. Zgradil je tri ali štiri cerkve, ki obkrožajo mesto; Basilica Apostolorum (zdaj San Nazaro v Brolo), Basilica Virginum (zdaj San Simpliciano) in Basilica Martyrium (ki se je kasneje preimenovala v njegovo čast). Četrta cerkev, Basilica Salvatoris (zdaj San Dionigi) je tudi pripisana njemu, vendar ni bila aktualna v 4. stoletju. Te cerkve so bile posvečene z anti-arijanskim jezikom ter simboli bogastva in moči pro-nicejske frakcije v Milanu. 
V stoletjih po izgradnji je stavba bazilike doživela številne obnove in delne rekonstrukcije in je njena trenutna podoba iz 12. stoletja, ko je bila obnovljena v romanskem slogu.
Sprva je bila bazilika izven mesta Milana, vendar se je v naslednjih stoletjih razvilo okoli nje. Postala je središče verskega življenja in v njej se je razvila skupnost duhovščine. Leta 789 je bil v baziliki ustanovljen samostan. Duhovščina je kljub temu ohranila svojo skupnost in identiteto. Dve ločene in različni verski skupnosti sta si delili baziliko. V 11. stoletju so kanoniki sprejeti pravila in postali regula (duhovniki, ki živijo v skupnosti, v skladu s členom svetega Avguština). Zdaj sta dve ločeni samostanski skupnosti imeli različna pravila, in živeli v baziliki. Kanoniki so bili v severni stavbi in križnem hodniku, medtem ko so bili menihi v obeh južnih stavbah. 
Dva stolpa simbolizirata delitev bazilike. Torre dei Monaci ("Stolp menihov") iz 9. stoletja, je stolp je so ga menihi uporabljali za klic vernikov k maši menihov. Menihi so se vzdrževali delno iz darov, izdane po maši. Vendar pa kanoniki niso imeli zvonika in jim ni bilo dovoljeno zvoniti, dokler niso končali svojega stolpa v 12. stoletju.
Samostan in cerkev sta postala velika zemljiška posestnika v severni Italiji in v današnjem švicarskem kantonu Ticino. 4. avgusta 1528 je bil tu podpisan tako imenovani »Mir svetega Ambroža«, med plemiškimi in ljudskimi frakcijami v mestu. Leta 1492 so Benediktinci naročili Bramanteju, konstrkcijskemu arhitektu bazilike svetega Petra, obnoviti novo župnišče.
Avgusta 1943 so anglo-ameriški bombni napadi močno poškodovali baziliko, zlasti apsido in okolico. Rezultat tega je nova zgradba, pobarvana v roza, in bila zgrajena kot opatove pisarne in muzej.

## Opis
Cerkev je večinoma zgrajena iz opeke različnih porekel in barv, z deli iz kamna in belega ometa. Sedanja romanska cerkev se je začela graditi okoli 1080. Ladja datira okoli 1128 in rebrasti oboki ladje so iz okoli leta 1140.
Prvotna stavba, kot vse velike cerkve v Rimu tiste dobe, je pripadala vrsti bazilike; sestavljena iz osrednje ladje osvetljeno preko svetlobnega nadstropja, z dvema stranskima ladjama, apsido in atrijem. Preiskave iz leta 1864 so ugotovile, da ladja in prehoda obstoječe bazilike ustrezajo tistim iz prvotne cerkve; atrij je iz 9. stoletja, dve manjši apsidi, spremljajoči novo osrednjo apsido večje globine kot original so postavili kasneje. Oltar zavzema približno  isto mesto, kot ga je v času svetega Ambroža in stolpci ciborija nad oltarjem se zdi, da nikoli niso bili premaknjeni; še vedno počivajo na prvotnem tlaku.
V naslednjih stoletjih je zgradba doživela številne obnove in delne rekonstrukcije, in je trenutna podoba kot iz 12. stoletja. Bazilika je ohranila tloris prvotne zgradbe, z apsido in dvema stranskima ladjama, vse z apsidami, in portikom z loki, podprtimi z dvojnimi stebri in pilastri, ki predstavlja vhod. Slednji je bil uporabljen za katehumen, za tiste, ki so obiskovali del maše pred prejemom krsta (ta funkcija je izginila v začetku 11. stoletja); stebrišče, katerega vhod ima štiri slepe arkade z eno odprtino v centru, je bilo kasneje uporabljeno za civilna in verska srečanja.

### Zunanjost
Glavna fasada ima dva reda lož: spodnja ima tri arkade enakega razpona, ki se priključijo na portik, z eno nekoliko višjo. Zgornjo ložo so škofje uporabljali za blagoslovljanje državljanov.
Arkadno stebrišče je podprto s stebri, ki jih obdajata polstebra. Imajo dvojni arhivolt, medtem ko je zgornji okvir stebrišča okrašen z lombardskimi pasovi, ki se ponavljajo tudi na fasadi. Tanke linije začete iz centrov stebrov segajo v zgornji okvir. Kapitele krasijo živali (levi, divje svinje) in človeške figure (predvsem glave, pa tudi angeli in drugi), kot tudi rastlinski ali fantastični motivi predromanskega izvora.
Pod narteksom, med osrednjim portal in levim portalom prehoda, je sarkofag Pietro Candido Decembria, iz 15. stoletja. Osrednji portal je podprt z dvema več multi stebroma in ima arhivolt z dekorativnimi elementi sasanidskega izvora. 
Bazilika ima dva zvonika. Desni, ki se imenuje dei Monaci ( "od menihov"), je iz 9. stoletja in ima videz tipičen za obrambno strukturo. Levi in višji izvira iz leta 1144, zadnji dve nadstropji sta bili dodani leta 1889. Verjetno ga je izdelal isti arhitekt kot romanska bazilika, saj vsebuje enake dekorativne elemente.

### Notranjost
Bazilika ima polkrožno apsido in manjše, polkrožne kapelice na koncu stranskih ladij; nima transepta. Notranjost je enake velikosti kot zunanji portik.
Strop ima banjaste oboke s šilastoločnim zaključkom, vsak podprt s svojim polstebrom, ki v spodnjem delu postane en sam steber. Razponi stranskih ladij merijo natanko polovico tistih v glavni ladji in so podprti z manj stebri. Empore (galerije) nad stranskimi ladjami podpirajo oboki, vendar jih ovirajo okna svetlobnega nadstropja.  Tretji osrednji razpon na levi strani je prostor romanskega ambona iz 12. stoletja, ki temelji na že obstoječem iz 9. stoletja, ta pa na podlagi rimskega sarkofaga iz 4. stoletja, znanega kot Stilihonov mavzolej (Flavij Stilihon (lat. Flavius Stilicho, umrl 22. avgusta 408) je bil rimski vojskovodja vandalskega porekla. Bil je skrbnik mladoletnega cesarja Honorija v katerega imenu je vse do svoje smrti upravljal Zahodno rimsko cesarstvo). Ima devet majhnih stebrov z okrašenimi kapiteli in frizi, ki vsebujejo živalske in človeške figure, kot tudi rastlinske in fantastične motive. Sprednji del ambona je okrašen z dvema pozlačenima bakrenima reliefoma, ki prikazujeta simbole dveh evangelistov, sv. Matjaža (molivec) in Janeza (orel).
Pod kupolo, v zadnjem razponu ladje, je prezbiterij, v njegovem središču pa glavni oltar. Tega je izdelal v 824-859 Volvinius. Ima zlat antependium (oltarna okrasna obloga) z dragimi kamni na obeh straneh. Nad oltarjem je sodobni ciborij, ki ga je naročil milanski nadškof Angilbert II., od koder prihaja tudi ime. Ima štiri stebre iz rdečega porfirirja in na vsaki strani reliefe, ki prikazujejo Kristusa s sv. Petrom in Pavlom (sprednja stran), sv. Ambrožem, ki sprejema poklon dveh menihov, ob prisotnosti sv. Gervasija in Protasija (zadnji stran), sv. Benedikta, ki sprejema poklon dveh menihov (na levi strani) in sv. Sholastiko (redovnica), ki sprejema poklon dveh nun (desna stran).
Apsida vsebuje mozaik iz zgodnjega 13. stoletja, ki prikazuje Kristusa Pantokratorja s sv. Gervasijem in Protasijem, in ob straneh Prizori iz življenja sv. Ambroža. Mozaik je močno obnovljen po poškodbi med drugo svetovno vojno. Oratorij San Vittore v Ciel d'Oro, je v 4. st. zgradil škof Maternus, ima mozaik na stenah in stropu (5. stoletje). Med njimi je eden prvih portretov sv. Ambroža.
V cerkveni kripti se nahaja tudi grob cesarja Ludvika II., ki je umrl v Lombardiji leta 875. Kripta se nahaja pod glavnim oltarjem in je bila zgrajena v 9. stoletju kot hiša ostankov treh tukaj čaščenih svetnikov: Ambroža, Gervasija in Protasija. Ostanki svetnikov so bili že v grobnici na tem področju, a se je njihov položaj v stoletjih izgubil. V 9. stoletju jih je škof Angilbert našel ter jih dal v enega od porfirnih sarkofagov. Sedanji videz kripte je iz obnove iz 18. stoletja, ki jo je naročil kardinal Benedetto Erba Odescalchi in drugih v naslednjem stoletju, ko so bili ostanki treh svetnikov preseljeni v srebrno žaro v prostoru pod ciborijem prostora.